# リカルド・スベルトーリ
リカルド・スベルトーリ（Riccardo Sbertoli、1998年5月23日 - ）は、イタリアの男子バレーボール選手。イタリア代表。表記の揺れでリッカルド・スベルトーリと記されることがある。

## 来歴
- クラブチーム

ミラノ出身。2013年、セリエB1のVolley Segrate 1978に入団。2年間プレーした。2015年、パワーバレー・ミラノへ移籍。在籍した6年間でチームの中心選手として活躍をみせ、2020/21シーズンのCEVチャレンジカップでは優勝に貢献し、ベストセッター賞を受賞した。2021年6月、トレンティーノ・バレーと契約し、2021/22シーズンは欧州チャンピオンズリーグとイタリアカップで準優勝、世界クラブ選手権で銅メダルを獲得した。2022/23シーズンには世界クラブ選手権で銀メダルを獲得した。また、イタリアセリエA1リーグでは7シーズンぶりの優勝に貢献した。2023/24シーズンには欧州チャンピオンズリーグで優勝を果たした。2024/25シーズンからはチームの主将を務め、世界クラブ選手権で銀メダルを獲得。セリエA1リーグでは優勝を果たした。
- 代表チーム

アンダーカテゴリーの代表として2015年、U-19世界選手権に出場し5位となった。2016年、U-21欧州選手権に出場し4位となり、自身はベストセッター賞を受賞した。2017年、シニア代表に初選出された。2019年、東京五輪大陸間予選、ワールドカップに出場した。2021年、東京五輪に出場した。2022年、世界選手権に出場し金メダルを獲得した。2023年、欧州選手権に出場し銀メダルを獲得した。2024年、パリ五輪に出場し4位となった。

## 球歴
- イタリア代表
  - オリンピック - 2021年、2024年
  - 世界選手権 - 2022年
  - 欧州選手権 - 2019年、2021年、2023年
  - ワールドカップ - 2019年
  - ネーションズリーグ - 2019年、2021年、2022年、2023年、2024年

## 受賞歴
- 2016年　U-21欧州選手権　ベストセッター賞
- 2020年　CEV Challenge Cup ベストセッター賞

## 所属クラブ
- Volley Segrate 1978（2013-2015年）
- パワーバレー・ミラノ（2015-2021年）
- トレンティーノ・バレー（2021-）